# 奈良県立榛原高等学校
奈良県立榛原高等学校（ならけんりつ はいばらこうとうがっこう、Nara Prefectural Haibara High School）は、奈良県宇陀市榛原下井足にあった公立の高等学校。

## 概要
歴史
1923年（大正12年）に高等女学校として開校。1948年（昭和23年）4月の学制改革により新制高等学校（女子校）となり、同年9月に男女共学となった。2004年（平成16年）に奈良県立室生高等学校と統合され、奈良県立榛生昇陽高等学校が開校することに伴い、生徒募集を停止し、創立83年目の2006年（平成18年）3月に閉校した。校地・校舎はすべて新設の榛生昇陽高等学校に継承されている。
設置課程・学科
全日制課程 2学科
- 普通科 - 普通コース・英会話コース
- 福祉科

同窓会
宇陀高等女学校、室生高等学校とともに、榛生昇陽高等学校同窓会に統合されている。

## 沿革
高等女学校時代
- 1923年（大正12年）
  - 2月17日 - 文部省告示第68号により、宇陀高等女学校を同年4月に開校する件が認可される。
  - 2月20日 - 奈良県告示第49号により、宇陀高等女学校の同年4月開校が告示される。
  - 4月1日 - 「奈良県立宇陀高等女学校」が開校。
  - 4月10日 - 榛原第一尋常高等小学校（現・宇陀市立榛原小学校）校舎の一部を借用し、開校式を挙行。
- 1924年（大正13年）4月24日 - 下井足に校舎が完成し、移転を完了。
- 1925年（大正14年）10月2日 - 寄宿舎が完成。
- 1927年（昭和2年）7月13日 - 講堂などが完成。
- 1944年（昭和19年） - 勤労動員が開始。
- 1945年（昭和20年）
  - 4月 - 授業が停止される。ただし勤労動員は継続される。
  - 8月 - 終戦。
  - 9月 - 授業を再開。
- 1947年（昭和22年）4月1日 - 学制改革（六・三制の実施）が行われる。
  - 高等女学校の募集を停止。
  - 新制中学校を併設し（以下・併設中学校、名称:奈良県立宇陀高等女学校併設中学校）、高等女学校1・2年修了者を併設中学校2・3年生として収容。
  - 併設中学校は経過措置としてあくまで暫定的に設置されたため、新たに生徒募集は行われず、在校生が2・3年生のみの中学校であった。
  - 高等女学校3・4年修了者は、そのまま高等女学校に在籍し、その4・5年生となった（4年修了時点で卒業することもできた）。

新制高等学校
- 1948年（昭和23年）
  - 4月1日 - 学制改革により、高等女学校が廃止され、新制高等学校「奈良県立榛原高等学校」（女子校）が発足。
    - 高等女学校卒業者（5年修了者）を新制高校1年生、高等女学校4年修了者を新制高校2年生、併設中学校卒業者（3年修了者）を新制高校1年生として収容。
    - 高等女学校より併設中学校を継承し（奈良県立榛原高等学校併設中学校）

  - 9月1日 - 高校三原則に基づく公立高等学校再編により、総合制の「奈良県立榛原高等学校」（男女共学）が発足。
  - 12月1日 - 三本松分校（定時制）を設置。
- 1949年（昭和24年）
  - 3月31日 - 併設中学校を廃止。
  - 4月1日 - 宇陀郡曽爾村に曽爾分校（定時制）を設置。
- 1956年（昭和31年）4月1日 - 三本松分校に奈良県立山辺高等学校東里分校を統合し、室生分校と改称。
- 1963年（昭和38年）4月1日 - 室生分校が奈良県に移管され、県立となる。
- 1969年（昭和44年）7月5日 - 北館が完成。
- 1970年（昭和45年）
  - 3月9日 - 本館（管理棟）が完成。
  - 9月3日 - 同窓会館が完成。
- 1971年（昭和46年）
  - 2月23日 - 体育館兼講堂が完成。
  - 3月30日 - 寄宿舎が完成。
- 1972年（昭和47年）
  - 2月29日 - 格技場が完成。
  - 3月31日 - 正門と庭園が完成。曽爾分校を廃止。
  - 11月4日 - 開校50周年記念式典を挙行。
- 1973年（昭和48年）
  - 3月15日 - 教室南館（産振施設増築校舎）が完成。
  - 8月31日 - プールが完成。
- 1976年（昭和51年）2月14日 - 寄宿舎（女子寮）を増築。
- 1978年（昭和53年）7月31日 - 体育クラブ部室が完成。
- 1981年（昭和56年）8月31日 - ウェイトリフティング練習場が完成。
- 1983年（昭和58年）12月22日 - 室生分校の1984年度（昭和59年度）の生徒募集を停止。
- 1987年（昭和62年）3月31日 - 奈良県立室生高等学校の新設により、室生分校が廃止される。
- 1990年（平成2年）9月28日 - パソコン教室を改造。
- 1992年（平成4年）10月12日 - 中庭を整備。渡り廊下を新設。
- 1993年（平成5年）4月1日 - 福祉科を設置。
- 1994年（平成6年）2月28日 - 南館（福祉実習棟）を改修。
- 1996年（平成8年）
  - 2月29日 - アカデミア榛館が完成。
  - 4月1日 - 普通科英会話コースを設置。
  - 9月30日 - 本館と体育館を大規模改造。
- 1997年（平成9年）9月30日 - 武道場を改修。
- 1998年（平成10年）4月8日 -弓道場が完成。
- 2000年（平成12年）9月25日 - 北館の東側を大規模改造。
- 2001年（平成13年）9月18日 - 北館の西側を大規模改造。
- 2004年（平成16年）4月1日 - 奈良県立室生高等学校と統合され、「奈良県立榛生昇陽高等学校」が新設（併設）される。
  - 榛原高等学校としての生徒募集を停止。在校生（2003年（平成17年）4月入学生）が卒業するまでの間、経過措置として存続され、榛生昇陽高等学校と校舎・校地を共用。
- 2006年（平成18年）3月31日 - 閉校。校舎・校地のすべてを奈良県立榛生昇陽高等学校に移管。

## 出身者
- 野田順弘（オービック創業者）
- 叶れい子（演歌歌手）
- アキ (お笑い芸人)

## 交通アクセス
- 近鉄大阪線 「榛原駅」